# Ахситан III
Ахситан III — Ширваншах в 1283 — 1294 годах.
После прихода к власти Ахситан III перенёс столицу государства в Гуштасфи. Причиной этому послужили бесконечные войны Хулагуидов с Джучидами на территории от Дербента до Баку. При его правления территория государства ширваншахов уменьшилась из-за войны Хулагуидов с Джучидами.

## Инцидент с Сиамерком
По источнику XIV века «Сафават-ас-сафа» местный монгольский каган расправлялся с непокорными вассалами, это коснулось и сына Ахситана III Сиамерка. Однажды Абака-хан Аргун (1284—1291 гг.) вызвал к себе Сиамерка и велел его завернуть в чёрное сукно (что означало смерть) и бить ногами до смерти. Таким образом он расправился с Сиамерком, несмотря на его шахскую семью.